# Grecia en los Juegos Olímpicos de Albertville 1992
Grecia estuvo representada en los Juegos Olímpicos de Albertville 1992 por ocho deportistas, siete hombres y una mujer, que compitieron en tres deportes.
El portador de la bandera en la ceremonia de apertura fue el esquiador de fondo Thanasis Tsakiris. El equipo olímpico griego no obtuvo ninguna medalla en estos Juegos.